# Eilema aurantiotestacea
Eilema aurantiotestacea là một loài bướm đêm thuộc phân họ Arctiinae, họ Erebidae.